# Kathryn Greenwood
Pour les articles homonymes, voir Greenwood.
Kathryn Greenwood est une actrice et scénariste canadienne née le 21 mars 1962 à Scarborough, Ontario (Canada).

## Biographie
Elle a participé à l'émission Whose Line Is It Anyway?.

## Filmographie

### comme actrice
- 1992 : Ma vie est une comédie (This Is My Life) : Matron jeune
- 1993 : Meurtre que je n'ai pas commis (Woman on the Run: The Lawrencia Bembenek Story) (TV) : Sylvia Bonner
- 1994 : Hostage for a Day (TV) : SWAT One
- 1994 : Freddy sort de la nuit (New Nightmare) : infirmière à l'Hôpital Room with Heather
- 1994 : Squawk Box (série télévisée)
- 1995 : Chair de poule (Goosebumps) (TV) : Mme Walker
- 1996 : Kids in the Hall: Brain Candy : Ginny Hurdicure
- 1996 : House : Kathy
- 1996 : Au gré du vent (Wind at my Back) (TV) : Grace Bailey
- 1999 : Une niche pour deux (The Pooch and the Pauper) (TV) : Kim Corbett
- 1999 : George and Martha (série télévisée) : Frieda (voix)
- 1999 : Tel père... telles filles (Switching Goals) (TV) : Denise Stanton
- 2000 : Superstarlet A.D. : Velvet
- 2001 : The Broad Side (série télévisée)
- 2001 : I Was a Rat (feuilleton TV) : Lucasta Utensil
- 2003 : Flip Phone : Katie
- 2004 : Anne: Journey to Green Gables (vidéo) : Mavis
- 2004 : XPM (série télévisée) : Laura Macdonald
- 2004 : The Wrong Coast (feuilleton TV) : Debbie Sue Ashanti-Melendez (voix)
- 2005 : Maple Shorts! (série télévisée) : Sela Salmon (voix)
- 2005 : Le Boss (The Man) : Flight Attendant
- 2005 : The 6th Annual Canadian Comedy Awards (TV) : Nominees (Best Sketch Troupe)
- 2012 : Frenemies (TV) de Daisy von Scherler Mayer : Lisa Logan
- depuis 2021 : Ghosts : fantômes à la maison : Margaret Farnsby

### comme scénariste
- 2004 : This Hour Has 22 Minutes